# 蘇愉
蘇愉（？—270年），字休豫，扶風郡武功（今陝西省武功縣）人，蘇則之子，是魏晉時期政治人物。

## 生平
蘇愉的父親蘇則曾多次平定雍、涼各地的叛亂，因功被封為都亭侯，封邑三百戶。由於蘇愉的兄長蘇怡無子，蘇怡死後由蘇愉繼承了爵位。到魏咸熙年間（264－265年）時，蘇愉已官至尚書，入晉後歷任太常、光祿大夫。
《宋書·五行志》記載「明年（泰始六年，270年），叛虜寇秦、涼，刺史胡烈、蘇愉並為所害」，《晉書·載記》則記載禿髮樹機能敗涼州刺史蘇愉于金山，未言被殺。

## 评价
曾受山濤贊賞，稱其“忠笃有智意”。

## 家庭
蘇愉育有二子一女。長子蘇紹（247年生）是當時較為知名的文人，少子蘇慎官至左衛將軍。另有一女嫁予石崇為妻。